# Cantó de Lo Pont de Camarés
El cantó de Camarès és un cantó francès del departament de l'Avairon, situat al districte de Millau. Té 10 municipis i el cap cantonal és Lo Pont de Camarés.

## Municipis
- Arnac de Dordon
- Brusca
- Lo Pont de Camarés
- Faiet
- Gissac
- Melagas
- Montanhòl
- Pèus e Confolèuç
- Silvanés
- Tauriac de Camarés

## Història
| Data d'elecció                           | Identitat    | Partit           | Qualitat |
| ---------------------------------------- | ------------ | ---------------- | -------- |
| 1988-2001                                | Emile Castan | UDF              |          |
| 2001-                                    | Jean Milesi  | DVG, després DVD |          |
| les dades anteriors no són pas conegudes |              |                  |          |
|                                          |              |                  |          |

## Demografia
| 1962  | 1968  | 1975  | 1982  | 1990  | 1999  | 2006  |
| ----- | ----- | ----- | ----- | ----- | ----- | ----- |
| 3.035 | 3.314 | 2.941 | 2.902 | 2.576 | 2.323 | 2.222 |